# Helmond Sport
Maillots
Le Helmond Sport est un club néerlandais de football basé à Helmond et qui évolue en Eerste Divise.

## Historique
- 1967 - fondation du club
- 1982 - Promotion en première division
- 1984 - Descente en deuxième division
- 1985 - Finale de la coupe perdue contre le FC Utrecht